# Fabrice N'Sakala
Fabrice N'Sakala (Le Blanc-Mesnil, 21 juli 1990) is een Congolees-Frans voetballer. Hij kan zowel op het middenveld als in de verdediging spelen.

## Carrière

### Jeugd
Fabrice N'Sakala groeide op in Le Blanc-Mesnil, een buitenwijk van de Franse hoofdstad Parijs. Hij sloot zich er op jonge leeftijd aan bij het plaatselijke AS Bondy, dat hij na vier seizoenen inruilde voor de jeugdopleiding van Troyes. Bij die club speelde hij zich ook in de kijker van de Frans nationale jeugdelftallen.

### Troyes
Toen Ludovic Batelli in juni 2008 coach werd van Troyes kreeg de toen 18-jarige N'Sakala zijn kans in het eerste elftal. Op 9 september 2008 maakte hij zijn officieel debuut voor de Franse tweedeklasser. Hij mocht toen in een wedstrijd voor de Coupe de la Ligue invallen tegen Angers. Drie dagen later maakte hij tegen Clermont zijn debuut in de Ligue 2. Aan het einde van het seizoen degradeerde Troyes naar de Championnat National.
In de derde divisie kon N'Sakala zich niet doorzetten. Hij kwam slechts zes keer in actie voor Troyes, dat in 2010 wel opnieuw naar Ligue 2 steeg. Vanaf dan werd hij door coach Jean-Marc Furlan omgevormd tot linksachter en kreeg hij meer speelkansen. In 2012 werd Troyes derde in Ligue 2 en promoveerde het voor het eerst sinds 2005 naar Ligue 1. Daarin eindigde de club als voorlaatste, waarna er opnieuw een degradatie volgde. Begin augustus 2013 werd N'Sakala gelinkt aan een transfer naar Lille. Ook Olympique Marseille en het Italiaanse Torino toonden interesse in de linksachter.

### RSC Anderlecht
Op 20 augustus 2013 tekende N'Sakala een contract voor drie seizoenen bij RSC Anderlecht. Op 14 september 2013 debuteerde hij voor Anderlecht in een 5-0 thuiszege tegen KV Mechelen. Op 17 september 2013 debuteerde hij in de Champions League tegen Benfica. In beide wedstrijden speelde hij de volle 90 minuten.

## Statistieken
| Seizoen | Club           | Competitie           | Wed. | Goals |
| ------- | -------------- | -------------------- | ---- | ----- |
| 2008/09 | Troyes AC      | Ligue 2              | 13   | 0     |
| 2009/10 | Troyes AC      | Championnat National | 6    | 0     |
| 2010/11 | Troyes AC      | Ligue 2              | 22   | 0     |
| 2011/12 | Troyes AC      | Ligue 2              | 31   | 0     |
| 2012/13 | Troyes AC      | Ligue 1              | 22   | 0     |
| 2013/14 | Troyes AC      | Ligue 2              | 1    | 0     |
| 2013/14 | RSC Anderlecht | Eerste klasse        | 18   | 1     |
| 2014/15 | RSC Anderlecht | Eerste klasse        | 23   | 0     |
| 2015/16 | RSC Anderlecht | Eerste klasse        | 6    | 0     |
| 2016/17 | RSC Anderlecht | Eerste klasse        | 2    | 0     |
| 2016/17 | → Alanyaspor   | Süper Lig            | 27   | 0     |
| 2017/18 | Alanyaspor     | Süper Lig            | 28   | 0     |
| 2018/19 | Alanyaspor     | Süper Lig            | 32   | 0     |
| 2019    | Alanyaspor     | Süper Lig            | 29   | 0     |
| 2020/21 | Beşiktaş JK    | Süper Lig            | 29   | 1     |
| TOTAAL  | TOTAAL         | TOTAAL               | 289  | 2     |

## Erelijst
| Competitie          |                |                |                |                |
| Competitie          | Aantal         | Jaren          |                |                |
| RSC Anderlecht      | RSC Anderlecht | RSC Anderlecht | RSC Anderlecht | RSC Anderlecht |
| ------------------- | -------------- | -------------- | -------------- | -------------- |
| Belgisch kampioen   | 1x             | 2013/14        |                |                |
| Belgische Supercup  | 1x             | 2014           |                |                |
| Beşiktaş JK         |                |                |                |                |
| Turks kampioen      | 1x             | 2020/21        |                |                |
| Turkse voetbalbeker | 1x             | 2020/21        |                |                |